# Anselmo Guido Pecorari
Msgr.  Anselmo Guido Pecorari (Sermide, Mantova, 19. svibnja 1946.) talijanski je katolički nadbiskup, bogoslov i diplomat.

## Životopis
Rodio se u mjestu Sermide kod Mantove 19. svibnja 1946., gdje je završio osnovnu školu i gimnaziju. Stručnjak je za kanonsko pravo i povijest katoličke bogoslovije. Za svećenika je zaređen 27. rujna 1970. u Mantovi.
Doktorirao je 1977. na temu teologije te 1980. na temu kanonskog prava. Iste godine postaje stani član diplomatske službe Svete Stolice.
Isprva je služio kao apostolski nuncij u Liberiji, Španjolskoj i Sloveniji. 1981. dobiva naslov monsinjora (kapelana Njegove Svetosti)., a deset godina kasnije i naslov Počasnog prelata Njegove Svetosti.
Naslovnim biskupom Populonije kod Livorna i apostolskim nuncijem u Ruandi imenovan je 2003. godine.
Od 2009. do 2014. bio je apostolski nuncij u Urugvaju,  nakon čega je imenovan nuncijem za Bugarsku i Makedoniju.